# Cham (Zug)
Cham es una ciudad y comunas suiza del cantón de Zug, ubicada al norte del lago de Zug. Limita al norte con las comunas de Maschwanden (ZH) y Knonau (ZH), al este con Steinhausen, al sur con Zug y Risch-Rotkreuz, y al oeste con Hünenberg.
Las localidades de Enikon, Frauenthal, Friesencham, Hagendorn, Heiligkreuz (Kloster), Lindencham, Niederwil bei Cham y Rumentikon forman parte de la comuna de Cham.

## Transportes
Ferrocarril
En la ciudad existen dos estaciones, Cham y Cham Alpenblick, en las que efectúan parada trenes de cercanías, y en la primera también paran servicios regionales.

## Curiosidades
- El primer mapa de la ciudad data de 1360.
- La ciudad recibió el premio Wakker en 1991.

## Ciudades hermanadas
- Cham.